# David Korner
David Korner (numit și Barta, Albert și A. Mathieu; 19 octombrie 1914, Buhuși – 6 septembrie 1976) a fost un comunist militant, sindicalist și jurnalist româno-francez de etnie evreiască.

## Biografie
A fost activ în mișcarea sindicală din Franța între 1930 și 1960.
În anul 1933 a fost condamnat la 18 luni de muncă silnică în închisoare în România pentru participare la greva de la Atelierele CFR Grivița. În octombrie 1936, David Korner a ajuns în Franța și a renunțat la ideea sa de a participa la Războiul civil din Spania. În decursul vieții, David Korner a fost activ în formații politice proletare extremiste și a contribuit la unele publicații ale acestui curent.